# Gabriel Biancheri
Pour les articles homonymes, voir Biancheri.
Gabriel Biancheri, né le 1er octobre 1943 à Oullins (Rhône) et mort le 28 décembre 2010 à Bourg-de-Péage (Drôme), est un homme politique français.

## Biographie
Vétérinaire, il est élu député le 16 juin 2002 pour la XIIe législature (2002-2007) dans la quatrième circonscription de la Drôme et siège au groupe UMP. Il est vice-président du groupe d'études sur le problème du Tibet de Assemblée nationale.
En 2007, il était réélu avec 57,68 % des voix au second tour des élections législatives. 
En 2008, il est élu avec 64,97% des voix dès le 1er tour des élections cantonales de 2008 dans le canton du Grand-Serre.
Mort le 28 décembre 2010, des suites d'un cancer, il est remplacé par sa suppléante, Marie-Hélène Thoraval, à l'Assemblée nationale, et par Emmanuelle Anthoine-Desermeaux au conseil général de la Drôme.

## Détail des mandats
- 21 mars 1977 - 13 mars 1983 : adjoint au maire d'Hauterives (Drôme)
- 22 mars 1982 - 28 décembre 2010 : conseiller général de la Drôme, élu dans le canton du Grand-Serre
- 14 mars 1983 - 28 décembre 2010 : maire d'Hauterives
- 23 mars 1992 - 1er avril 2001 : conseiller régional de Rhône-Alpes
- 30 mars 1992 - 19 septembre 2002 : vice-président du conseil général de la Drôme
- 19 juin 2002 - 28 décembre 2010 : député de la quatrième circonscription de la Drôme